# Kanton Saint-Ours
 Saint-Ours  is een kanton van het Franse departement Puy-de-Dôme. Het kanton maakt deel uit van de arrondissementen  Clermont-Ferrand (13) en  Riom (27).

 Het telt 16.888  inwoners in 2018.

Het kanton  werd gevormd ingevolge het decreet van 21  februari 2014 met uitwerking op 22 maart 2015 met Saint-Ours als hoofdplaats.

## Gemeenten
Het kanton Saint-Ours omvat alle gemeenten van de opgeheven kantons Bourg-Lastic, Pontgibaud, Pontaumur en Herment, alsook één gemeente (Charbonnières-les-Varennes) uit het kanton Manzat met name de volgende 40 gemeenten :
- Bourg-Lastic
- Briffons
- Bromont-Lamothe
- La Celle
- Chapdes-Beaufort
- Charbonnières-les-Varennes
- Cisternes-la-Forêt
- Combrailles
- Condat-en-Combraille
- Fernoël
- Giat
- La Goutelle
- Herment
- Landogne
- Lastic
- Messeix
- Miremont
- Montel-de-Gelat
- Montfermy
- Pontaumur
- Pontgibaud
- Prondines
- Pulvérières
- Puy-Saint-Gulmier
- Saint-Avit
- Saint-Étienne-des-Champs
- Saint-Germain-près-Herment
- Saint-Hilaire-les-Monges
- Saint-Jacques-d'Ambur
- Saint-Julien-Puy-Lavèze
- Saint-Ours
- Saint-Pierre-le-Chastel
- Saint-Sulpice
- Sauvagnat
- Savennes
- Tortebesse
- Tralaigues
- Verneugheol
- Villosanges
- Voingt